# Ribera Arga-Aragón
Le Ribera Arga-Aragón est une comarque et une sous-zone (selon la Zonification Navarre 2000) de la Communauté forale de Navarre (Espagne), située dans la zone de la Ribera Alta. Cette comarque est composée de 14 communes dont 4 font partie de la Mérindade de Tudela et les autres de la Mérindade d'Olite.

## Géographie
La comarque se situe au sud de la communauté forale de Navarre, parcourue par les petits cours des rivières Arga, Aragon dans le cours inférieur de l'Ebre. Elle est limitée au nord avec la comarque de Tafalla et celle de Sangüesa, à l'est avec la province de Saragosse, au sud avec la comarque de Tudela et à l'ouest avec la Ribera del Alto Ebro et la Communauté de La Rioja.

## Municipalités
La comarque de Ribera Arga-Aragón est composée de 14 communes dans le tableau ci-dessous (données population, superficie et densité de l'année 2009 selon l'INE.
| Municipalité      | Population | Superficie | Densité |
| ----------------- | ---------- | ---------- | ------- |
| Cadreita          | 2 052      | 27,20      | 75,44   |
| Caparroso         | 2 717      | 80,80      | 33,63   |
| Carcastillo       | 2 617      | 97,00      | 26,98   |
| Falces            | 2 641      | 114,89     | 22,99   |
| Funes             | 2,379      | 52,97      | 44,91   |
| Marcilla          | 2 834      | 21,88      | 129,52  |
| Mélida            | 780        | 26,11      | 29,87   |
| Milagro           | 3 394      | 28,34      | 119,76  |
| Miranda de Arga   | 957        | 59,79      | 16,01   |
| Murillo el Cuende | 648        | 58,72      | 11,04   |
| Murillo el Fruto  | 730        | 33,79      | 21,6    |
| Peralta           | 6 056      | 88,57      | 68,38   |
| Santacara         | 956        | 33,96      | 28,15   |
| Villafranca       | 3 020      | 46,23      | 65,33   |

### Sources
- (es) Cet article est partiellement ou en totalité issu de l’article de Wikipédia en espagnol intitulé « Ribera Arga-Aragón » (voir la liste des auteurs).